# 257
| [ Edytuj tabelę ] |                                                            |
| Władca Korei      | - 248 Chungch’ŏn 270                                       |
| Papież            | - 251 Nowacjan 258 - 254 Stefan I 257 - 257 Sykstus II 258 |
| Król Persji       | - 241 Szapur I 272                                         |
| Cesarz Rzymu      | - 253 Walerian I 260 - 253 Galien 268                      |

Rok 257 / CCLVII
stulecia: II wiek ~
III wiek ~
IV wiek

lata: 247 «
252 «
253 «
254 «
255 «
256 «
257
» 258
» 259
» 260
» 261
» 262
» 267

## Wydarzenia
- 30 sierpnia – Sykstus II wybrany papieżem.

## Urodzili się
- Grzegorz Oświeciciel, święty patron i pierwsza oficjalna głowa Apostolskiego Kościoła Ormiańskiego (data sporna lub przybliżona)
- Jia Nanfeng, chińska cesarzowa z Dynastii Jin (zm. 300)

## Zmarli
- 2 sierpnia – Stefan I (papież)
- 26 września – Zhu Yi, chiński generał, władca Wschodniego Królestwa Wu
- Wen Qin, chiński generał, władca państwa Cao Wei